# Cementerio de Farkasrét
El Cementerio de Farkasrét (en húngaro: Farkasréti temető) es uno de los cementerios más famosos de Budapest en Hungría. Se inauguró en 1894 y es conocido por su espectacular vista hacia la ciudad (varias personas lo aprecian más como una zona turística que como un cementerio).
Comprende las tumbas de numerosos personajes notables húngaros y es el lugar preferido para sepultar los actores y artistas (cantantes de ópera, músicos, pintores, escultores, arquitectos, escritores, poetas). También incluye las tumbas de varios científicos, académicos y deportistas.
Las tumbas se adornan a menudo con esculturas notables. Se dispone de parques de la década de 1950, cuando adquirió su aspecto actual y se expandió. La sala mortuoria y la nueva capilla se construyeron en la década de 1980 según los planes de Imre Makovecz.
En la era comunista, los funerales religiosos estaban prohibidos en el cementerio Kerepesi, por lo que se convirtió en el único lugar disponible para los que querían un funeral religioso.